# Zlatko Lagumdžija

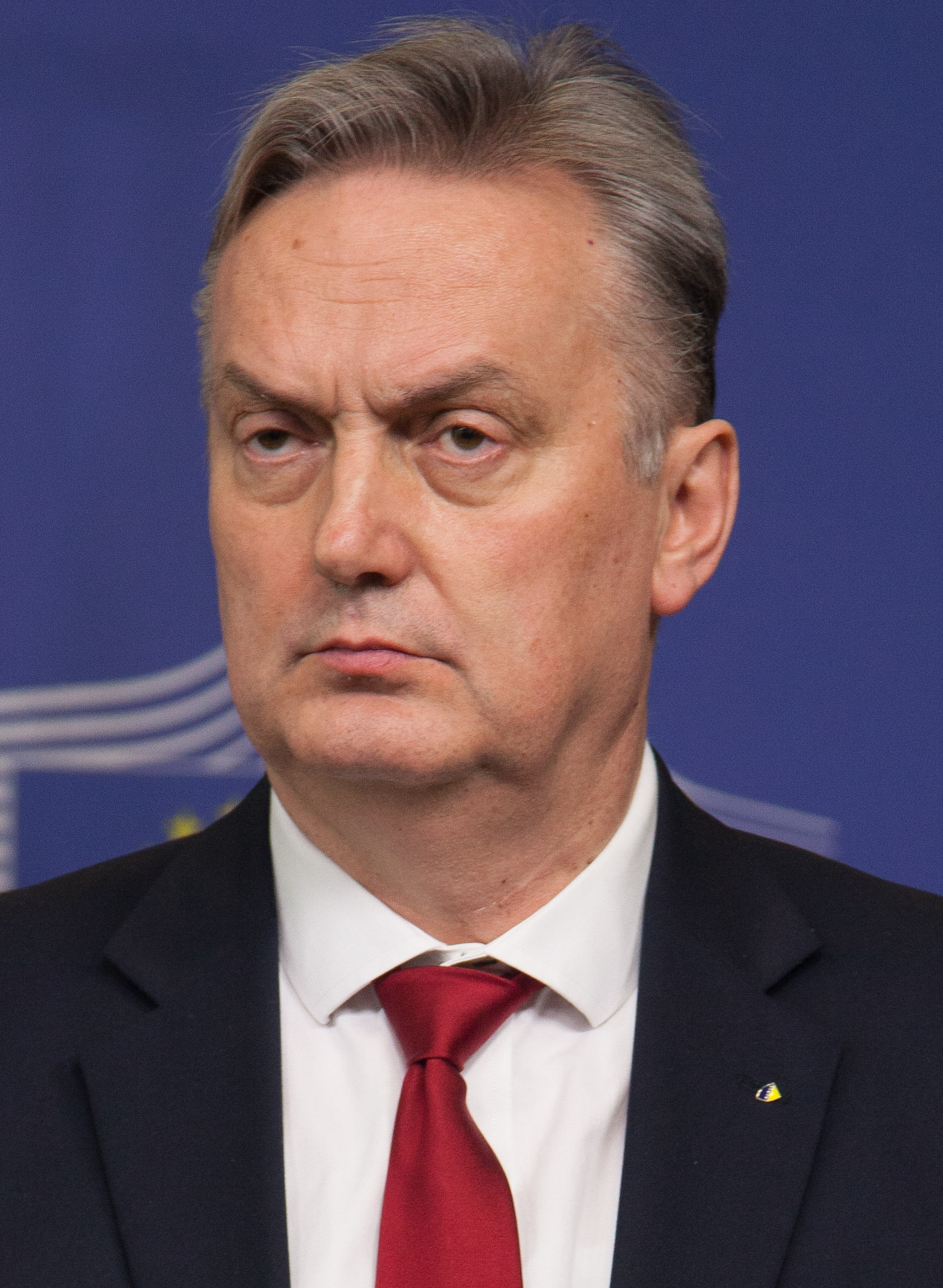
Zlatko Lagumdžija (2013)

Zlatko Lagumdžija (* 26. September 1955 in Sarajevo, SFR Jugoslawien) ist ein bosnisch-herzegowinischer Wirtschaftsinformatiker, Politiker (SDP) und ehemaliger Ministerpräsident.

## Leben und Beruf
Lagumdžija absolvierte ein Informatik- und Elektrotechnik-Studium an der Universität Sarajevo, das er 1988 mit der Promotion abschloss. Seit 1989 ist er dort als Professor tätig, seit 1994 als Leiter der Abteilung Wirtschaftsinformatik an der Fakultät für Wirtschaftswissenschaften.
Er ist verheiratet und hat drei Kinder.

## Politik

### Partei
Von 1997 bis 2014 war Lagumdžija Vorsitzender der SDP.

### Abgeordneter
Lagumdžija hatte seit 1996 ununterbrochen einen Sitz im Abgeordnetenhaus von Bosnien und Herzegowina. 2014 gelang ihm der erneute Einzug ins Parlament nicht.

### Ämter
Während des Bosnienkrieges war Lagumdžija von 1992 bis 1993 Vizepremier, 1993 für kurze Zeit Ministerpräsident. 2001 bis 2002 übte er dieses Amt erneut aus. 2001 bis 2003 war er zudem bosnischer Außenminister. Der ab Februar 2012 amtierenden Regierung von Ministerpräsident Vjekoslav Bevanda gehörte er erneut als Außenminister an. Im März 2015 wurde Igor Crnadak sein Nachfolger.